# João Marques de Oliveira
João Joaquim Marques da Silva Oliveira (Porto, 23 de agosto de 1853 – Porto, 9 de outubro de 1927) foi um pintor e professor, pintor realista e introdutor do naturalismo em Portugal.

## Biografia

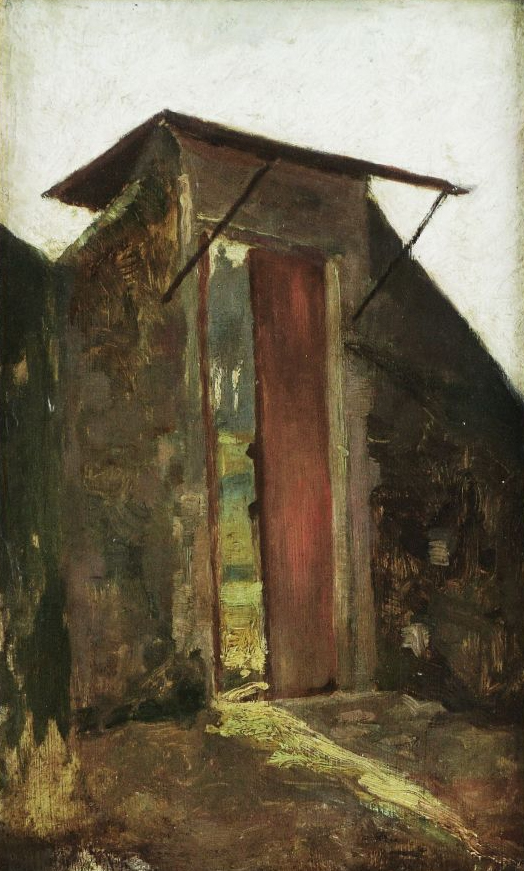
Portão no Campo (d.c.1901), óleo sobre madeira

Em 1864 entrou para a Academia Portuense de Belas Artes, completando o curso de história da pintura em 1873. Viveu em França de 1873 a 1879, com o seu colega Silva Porto.
Os dois pintores são considerados os introdutores do naturalismo em Portugal. Em 1876 e 1877 viajou com Silva Porto pela Bélgica, Países Baixos, Inglaterra e Itália onde permaneceram mais demoradamente. Participou nos Salons de Paris de 1876 e 1878.
De todos os artistas com cuja obra tomou contacto, foi sem dúvida o pintor francês Corot o que mais marcou o espírito de Marques de Oliveira, como ele próprio reconhecia e se pode verificar em algumas das suas paisagens, sobretudo na atmosfera de que estão impregnadas e no tratamento da luz.
Em 1879, regressou ao Porto e, à semelhança de Silva Porto, introduziu a pintura de ar livre em Portugal.
A partir de 1881, e até 1926, foi professor na Academia Portuense de Belas-Artes, onde ocupou o lugar de director. Encontram-se colaborações suas na revista A Arte Portuguesa  (1882-1884).
Em Lisboa, participou nas 3 últimas exposições da Sociedade Promotora de Belas-Artes (1880, 1884 e 1887), ganhando nas duas primeiras, respectivamente, medalhas de 3.ª e 2.ª classe; nas do Grémio Artístico de 1891 a 1894, 1896 e 1898, recebendo na de 1892 uma medalha de 3.ª classe; e na 1.ª Exposição da Sociedade Nacional de Belas Artes, em 1901, dentro das várias obras apresentadas nestas exposições, destaque para Portão no Campo, um óleo sobre madeira, que no verso apresenta estudo para pintura de praia.
Faleceu em 9 de outubro de 1927, aos 74 anos, tendo sido sepultado no Cemitério da Lapa, no Porto.
A obra de Marques de Oliveira encontra-se presente em grandes museus, nomeadamente no Museu Nacional de Arte Contemporânea do Chiado em Lisboa, no Museu Nacional de Soares dos Reis no Porto e ainda no Museu de José Malhoa em Caldas da Rainha. Além da sua presença em museus, encontra-se também em mãos particulares e colecções privadas.
Devido à dispersão da sua obra, o seu estudo de conjunto ainda aguarda, tornando-se urgente e necessário para uma boa compreensão deste artista e da sua época, para a qual deu um contributo tão valioso.

## Galeria

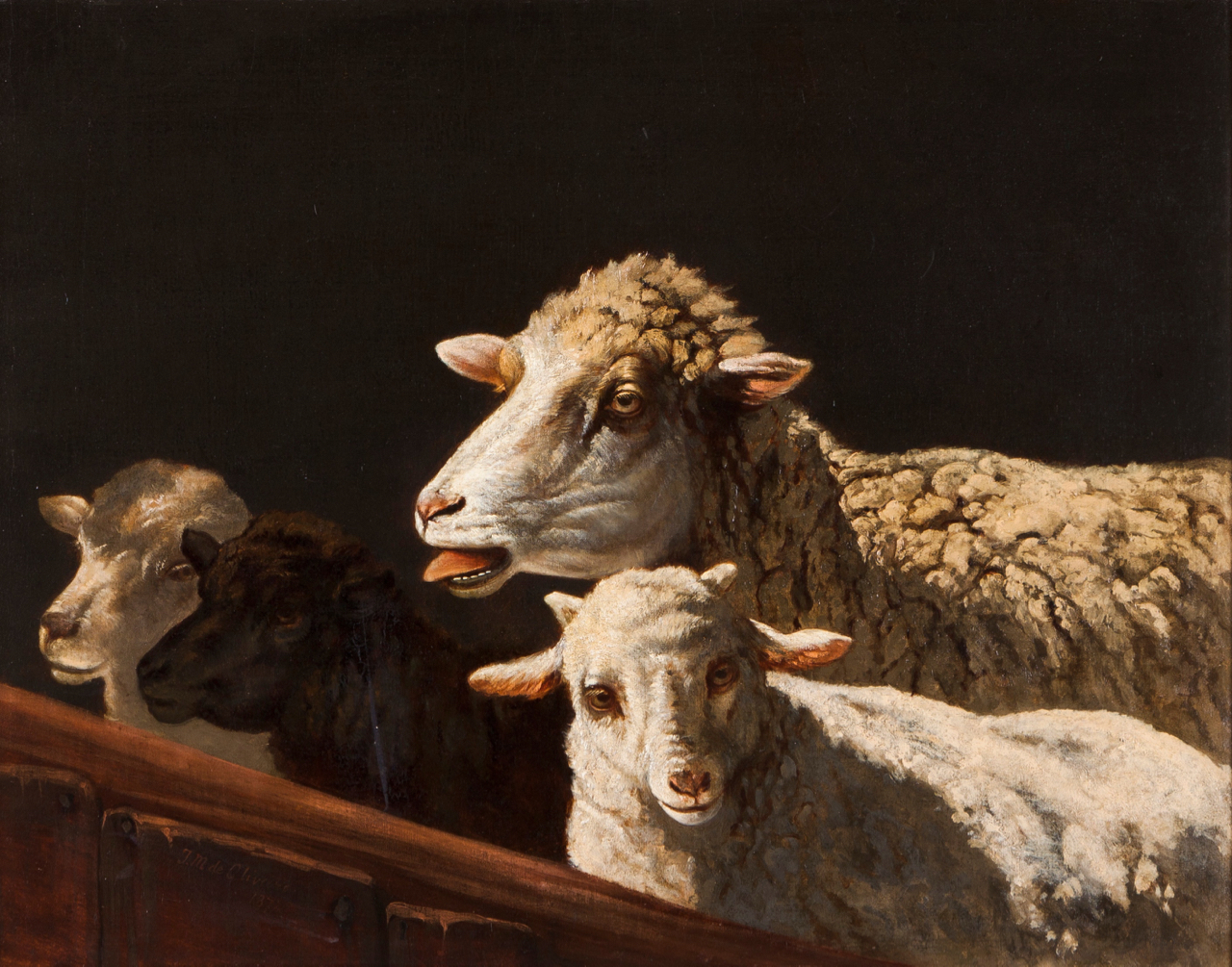
Ovelhas (1872)
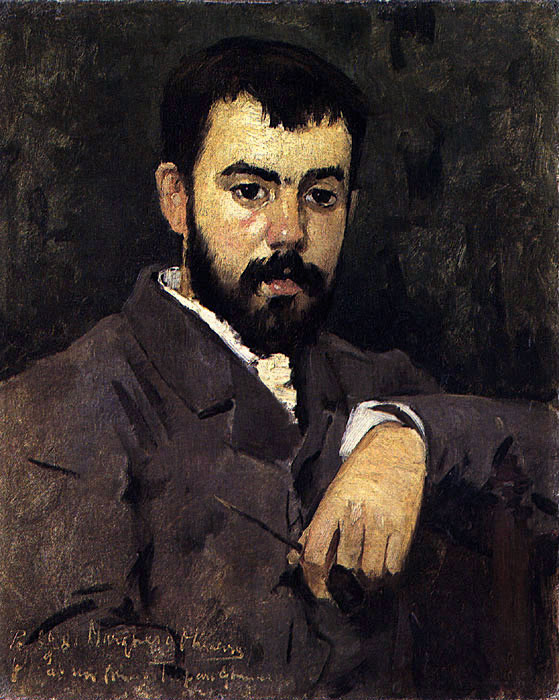
Retrato de Teixeira Gomes (1881)
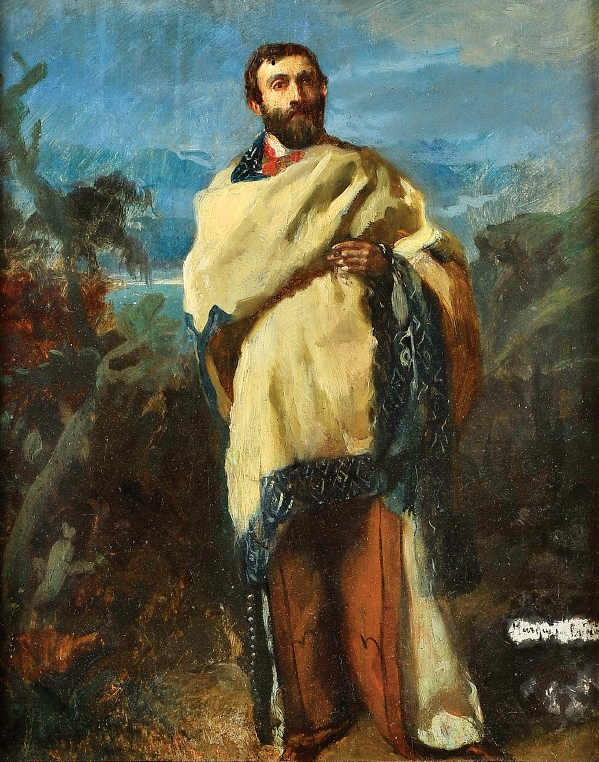
Escultor Soares dos Reis (1882)
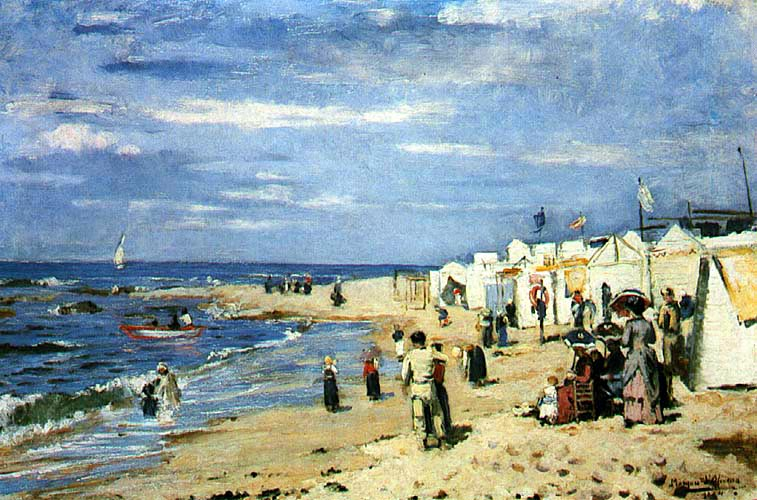
Praia de Banhos (1884)
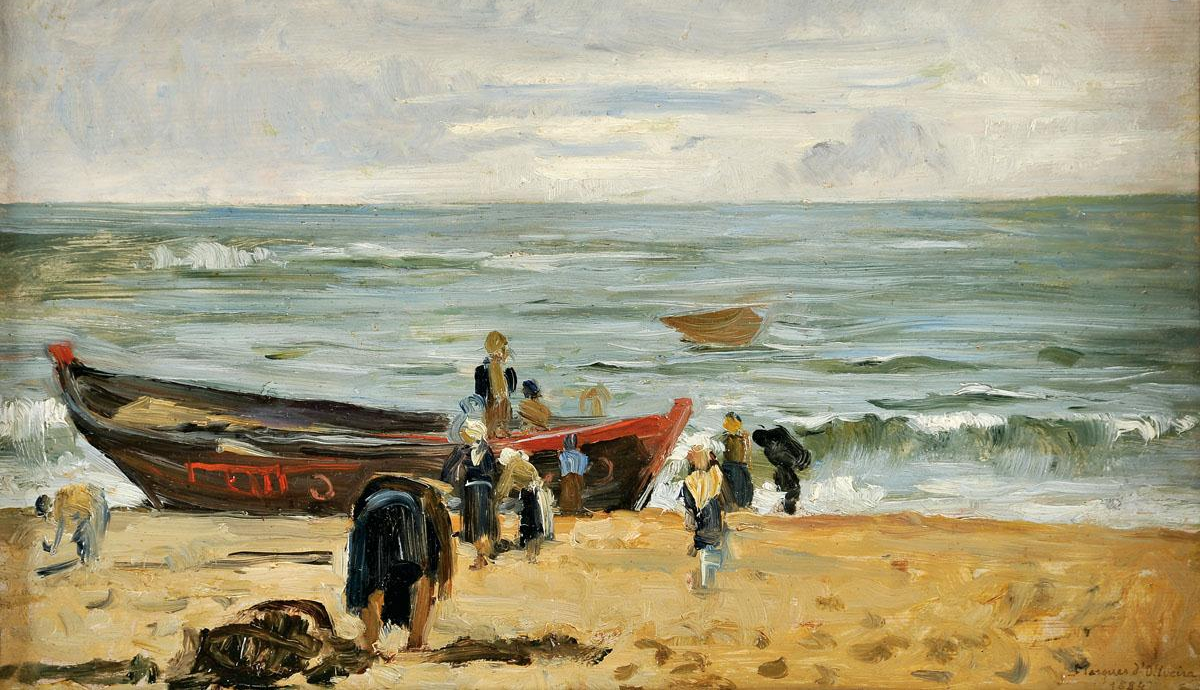
Póvoa de Varzim (1884)
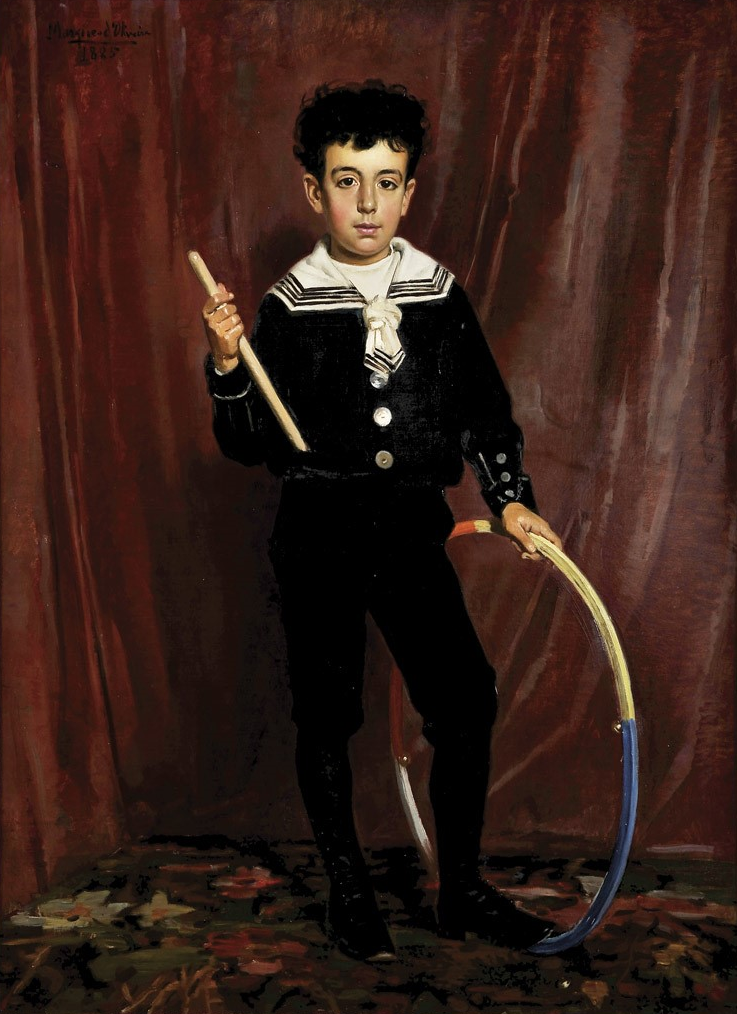
Menino com arco (1885)
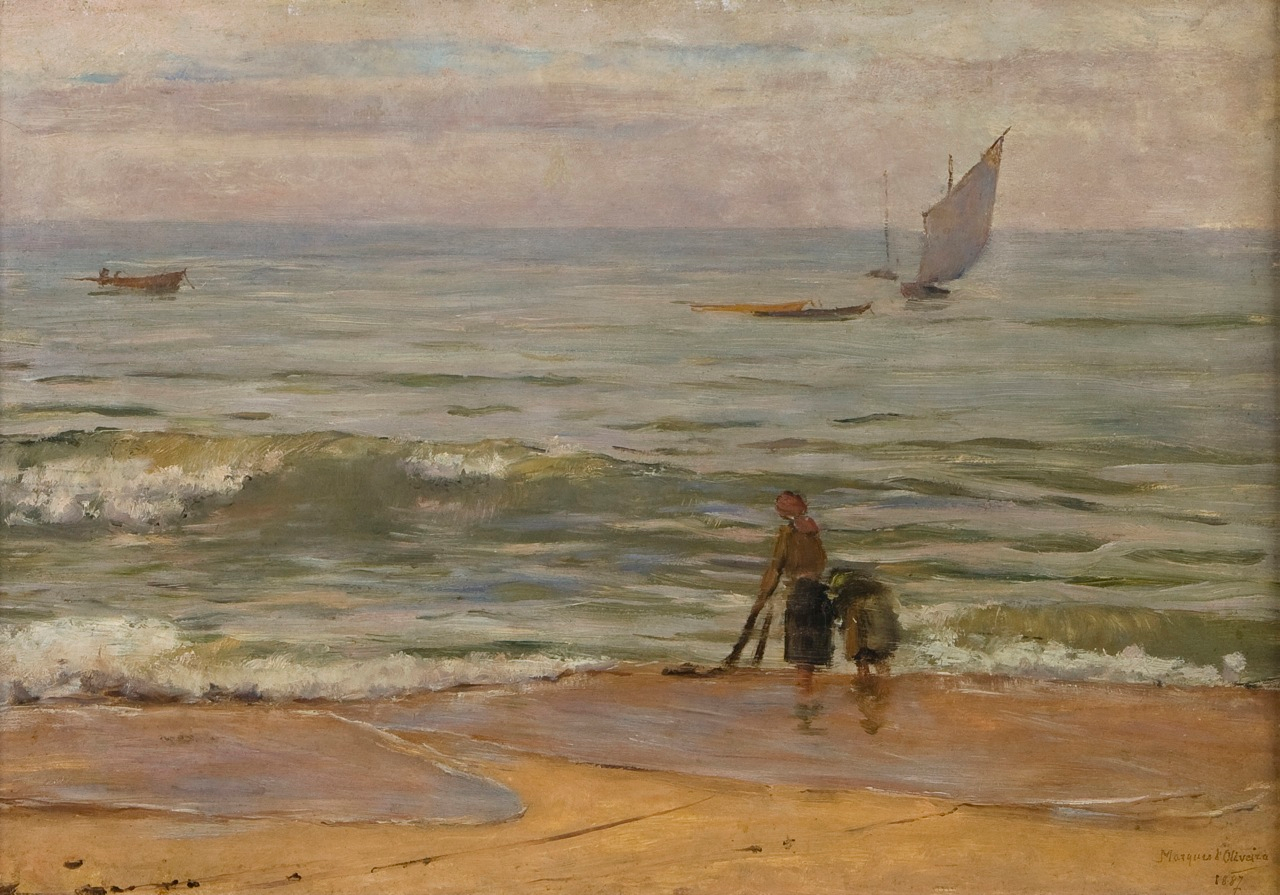
Praia com figuras e barcos (1887)
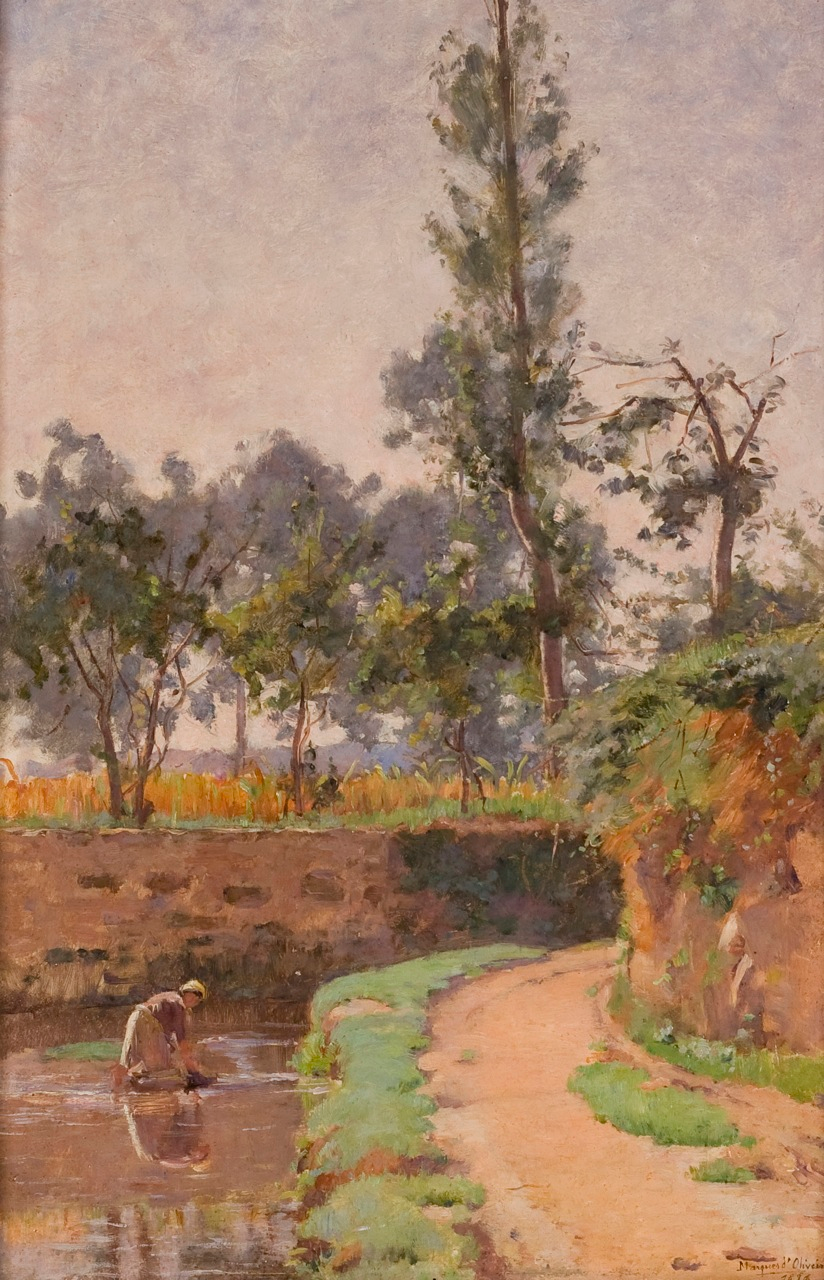
Lavadeira (1890)
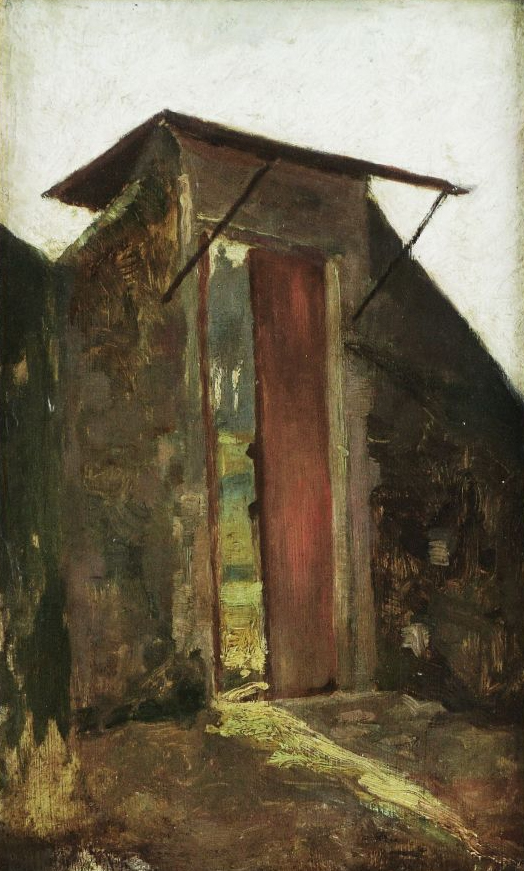
Portão no Campo (d.c. 1901)
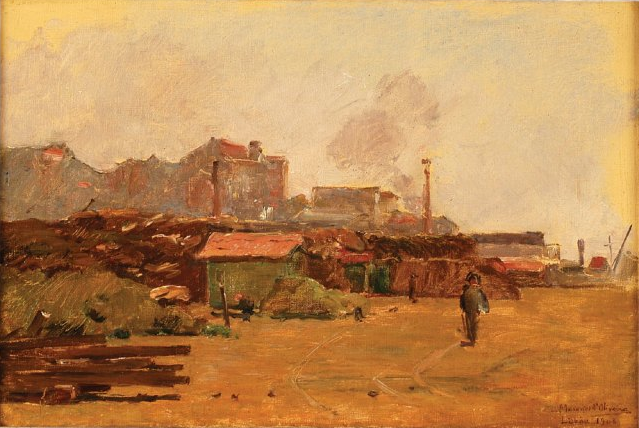
Lisboa - trecho junto ao Tejo (1908)
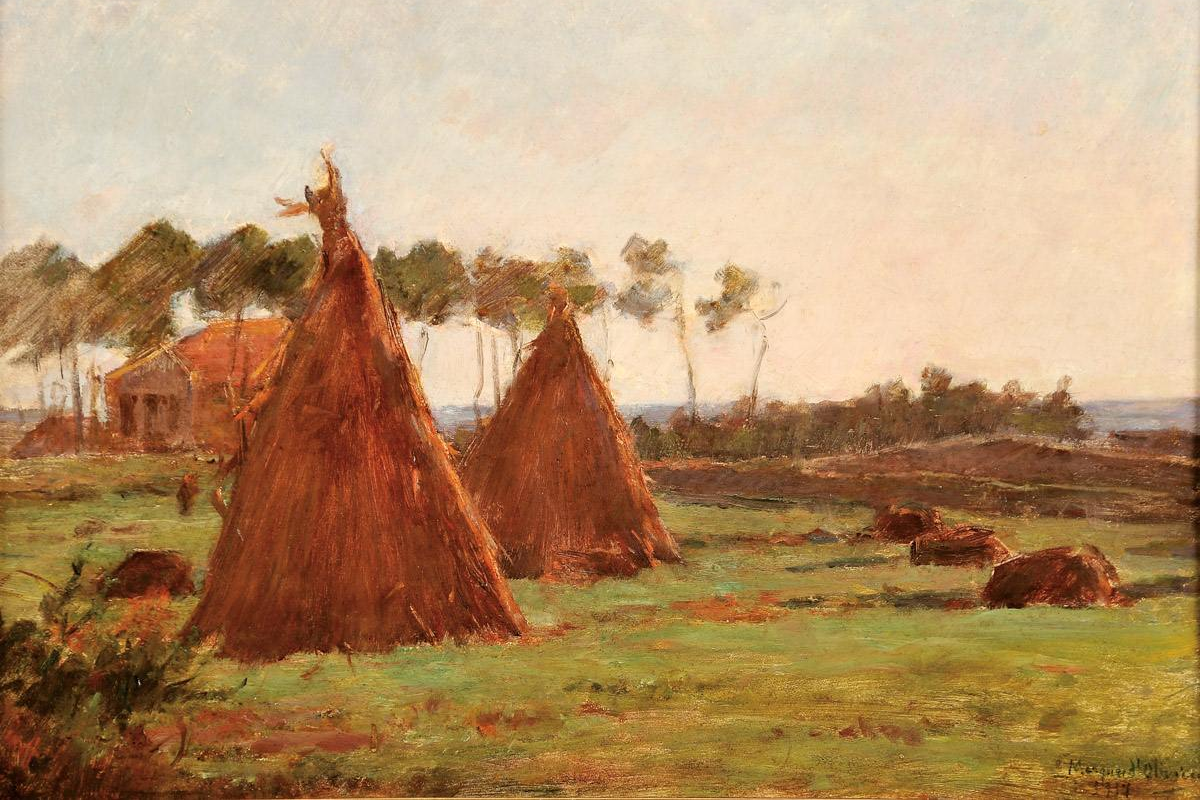
As Mêdas - Fim de tarde (1917)
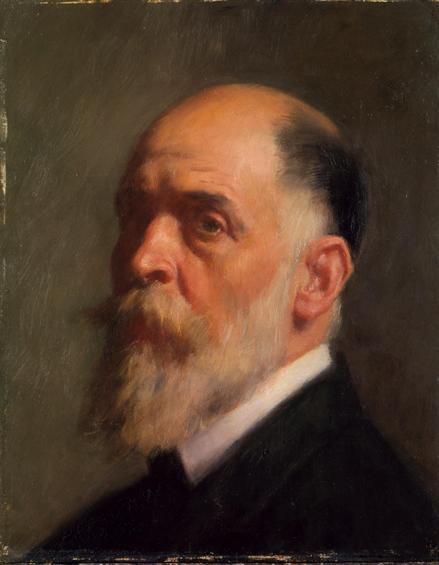
Auto-retrato, s/d
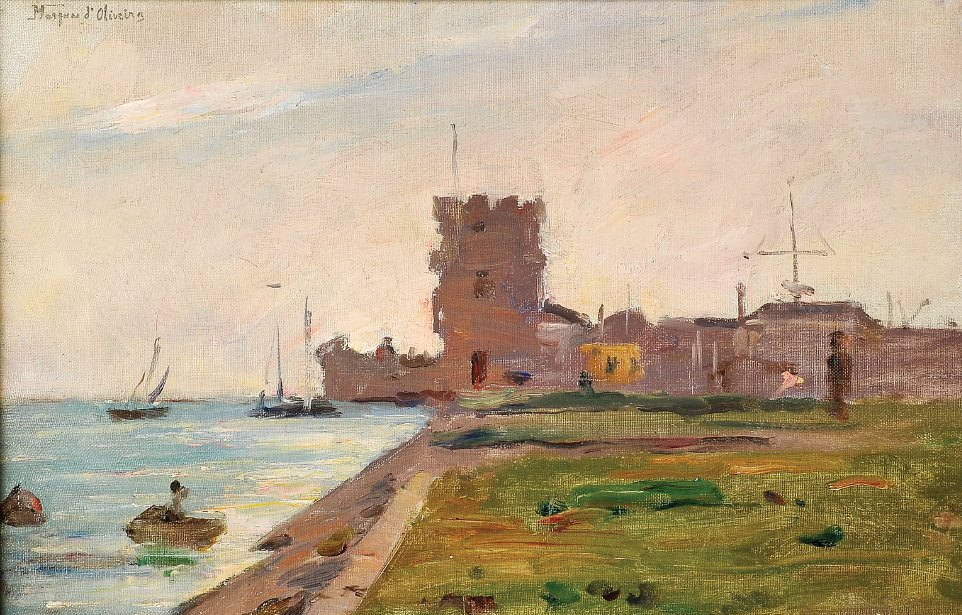
Torre de Belém, s/d
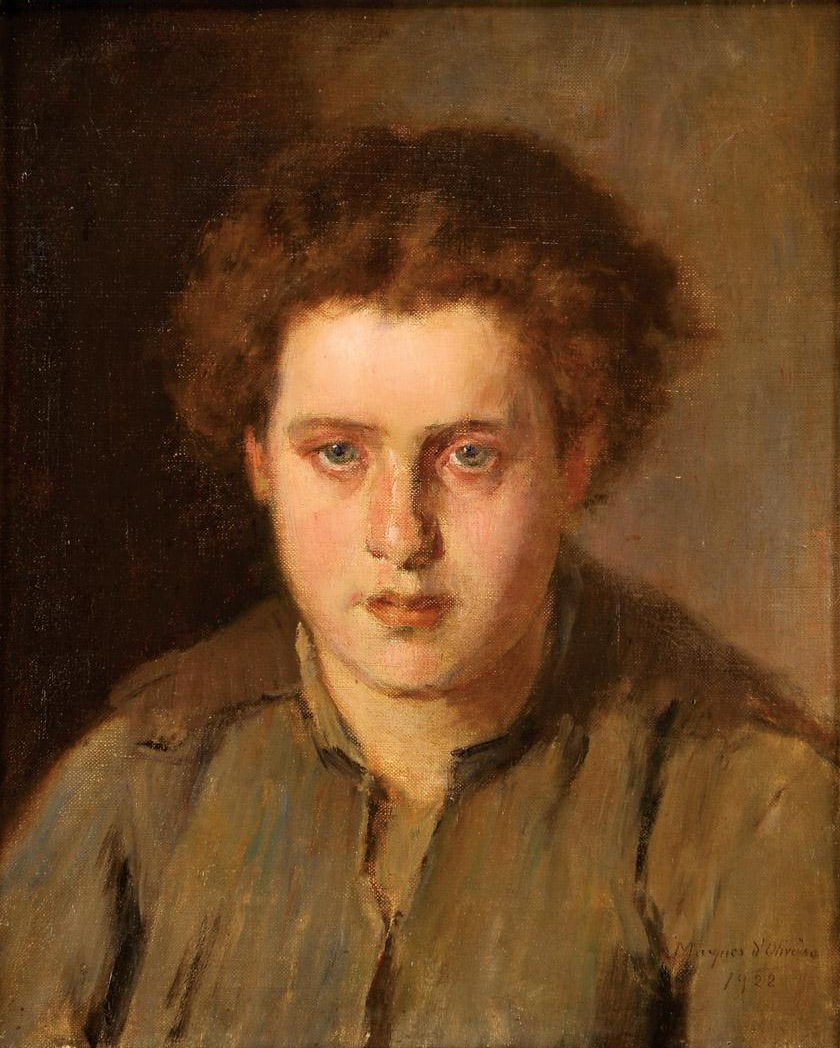
Rapaz (1922)

## Obras
- Auto-retrato, 1876, no Museu do Chiado, Lisboa[4]
- Filho Pródigo, 1877, no Museu Nacional Soares dos Reis, Porto
- Céfalo e Prócris 1879, no Museu Nacional Soares dos Reis, Porto
- Dafne e cloe, 1879, no Museu Nacional Soares dos Reis, Porto
- Praia de banhos, Póvoa de Varzim (1884), no Museu Nacional de Arte Contemporânea, em Lisboa
- À espera dos barcos (1892), no Museu Nacional de Arte Contemporânea, em Lisboa
- Retrato de José Lopes Martins, s/ data, na Irmandade da Lapa, Porto
- Sagrada Família, painel na Igreja dos Congregados Porto
- Coração de Jesus, painel na Igreja dos Grilos Porto